# أحلام متقاطعة
أحلام متقاطعة، هي رواية للكاتبة التونسية نبيهة العيسي من مواليد 25 يوليو 1972 بمدينة نابل التونسية، توِّجت الرواية بجائزة كتارا للرواية العربية عن فئة الروايات المنشورة 2022.

## ملخص الرواية
تبدأ الحكاية عندما تنسى زهرة ملفًا مهمًا في سيارة الأجرة التي تقلها إلى مكان ما. يقوم سائق السيارة، جمال، بالعزم على إرجاع الملف بعد مراجعته. يتمحور عالم نبيهة العيسي حول هذه اللحظة، حيث ينسج خيوطًا حول القارئ. تقدم الرواية بأسلوب يعتمد على تقنية المذكرات، وتتناوب بين راويين هما جمال وزهرة. يتعمق القارئ داخل قلبيهما، حيث يظهر الحب والتغرير وتكبير الحقد وزوال الحلم. تقدم الرواية رؤية حميمة لشخصياتها، تشعرك بالتعب والهوس أحيانًا. كالرمال المتحركة، تشتد جاذبية القصة مع تقدم القارئ، وتكشف النهاية عن ممكنات مختلفة.

## قصة الرواية

### لقاء زهرة وجمال
في أحد أيام الربيع الهادئة، كانت زهرة تتجول على شاطئ البحر، حيث تعشق السكون وجمال الطبيعة المحيطة بها. وفي تلك اللحظة، اصطدمت بشخص يُدعى جمال، رجل أنيق في أربعيناته. كانت اللحظة كالصاعقة بالنسبة لهما، حيث تقاطعت حيواتهما بشكل غير متوقع، واشتعلت شرارة اللقاء بينهما.
جمال كان رجلاً متفتح القلب، يشعر بأن هناك شيئًا خاصًا في زهرة جعل قلبه ينبض بشدة. وبينما كانوا يتبادلون الكلمات الأولى، نمت بينهما لغة خاصة، لم تكن كلماتها مجرد حروف، بل كانت موسيقى تنغمس في أعماقهما.

### تفاعلات العلاقة
تطورت علاقة زهرة وجمال بشكل لا يمكن توقعه. أصبحت كل لحظة تجمعهما تحمل معها عمقًا وجمالًا لا يوصف. كان جمال يعيش في عالم متشابك بالمشاعر، حيث كان يعاني من الصراع بين حبه الكبير لزهرة وبين الضغوط التي تفرضها حياته.
في هذا السياق، ظهرت الشخصيات الثانوية التي تأثرت بشدة بتفاصيل هذه العلاقة. كانت العمة، التي أجبرتها الحياة على العيش وحيدة، تنظر إلى زهرة كمنفذ للأمل في حياتها المظلمة. أما والد جمال، فقد كان يحمل عبء القرارات الصعبة، خاض في محنة بين الالتزام بواجباته وبين تحقيق سعادة ابنه.

### عقبات الحياة وانقضاض المصير
في لحظة فاصلة، حين كانت العلاقة بين زهرة وجمال تتأرجح بين السماء والأرض، حدثت عقبة كبيرة أرغمتهما على مواجهة التحديات. توفي أخو جمال، وتغييرت الأحوال العائلية بشكل جذري. تحمل جمال عبء تزويجه من زوجة أخيه المتوفي، وارتفعت أصوات الواجبات والتوترات العائلية، ما أجبره على التراجع عن الارتباط العاطفي مع زهرة.
زهرة واجهت صدمة الفقدان والتغييرات الجذرية في حياتها، وجمال شعر بالعجز وعدم القدرة على تحقيق الوعد الذي قطعه لزهرة. انقلبت الأمور رأسًا على عقب، ومع كل محاولة للتماسك، زهرة وجمال وجدوا أنفسهم يتقاذفون بين حواجز الحياة.

### العودة ومواجهة الحقائق
في وقت لاحق، عندما حل السكون وسط الظلام، عاود جمال وزهرة التفكير في الحب الذي تشاركوه. رغم محنة الفقد والضغوطات، كان لدى جمال وقفة مع نفسه، وهو يواجه حقائقه ويفهم تأثيراتها على حياته وحياة زهرة.
وفي تلك اللحظة الحاسمة، حينما تكون القلوب مكسورة والأوجاع تعصف بالأرواح، تقرر زهرة وجمال أن يكونوا أقوياء. يستندون إلى حبهم وتلاحمهم ليواجهوا المصاعب بشجاعة وثبات. يأخذون قرارًا مشتركًا لمواجهة الحياة بمجملها بصدر رحب، وإعادة بناء أواصر الحب والثقة.
وهكذا، تنتهي قصة "أحلام متقاطعة"، حيث يعلو الحب فوق كل التحديات والألم، يبني جسورًا من الأمل والتآلف، مكرسًا أن الحياة تستمر وأن القلوب قادرة على التجديد والشفاء.

## الشخصيات

### الشخصيات الرئيسية
1. زهرة:
شابة في عقدها العشرين، فقدت والدتها صغيرة ونشأت تحت رعاية زوجة والدها التي كانت تعاملها كابنتها دون أن تكشف لها الحقيقة. تمثل رمزًا للقوة والصمود في وجه التحديات.
2. جمال:
رجل في أربعينياته، شخصية طيبة ومفعمة بالأخلاق، يجد نفسه مشدودًا بين حبه الكبير لزهرة وبين الظروف العائلية المعقدة والضغوط التي تفرضها حياته.
3. العمة:
شخصية ذات طابع قوي وعاشقة للحياة، تعاني من العزلة والوحدة بعد فقدانها لشريك حياتها. ترى في زهرة مصدرًا للأمل والحياة.
4. والد جمال:
شخص يحمل مسؤوليات كبيرة ويواجه تحديات في تحقيق توازن بين واجباته العائلية ورغبات ابنه جمال.
5. زوجة أخ جمال:
شخصية تعيش في صراع داخلي بين عدم الرغبة في علاقة زوجية وبين رغبتها في أن يظل جمال ملكها الوحيد.

### الشخصيات الثانوية
6.الصديق المخلص "محمد":
شخصية تمثل عمق الصداقة، يكون رفيقًا مخلصًا لجمال، ويقف بجانبه في اللحظات الصعبة، ويقدم الدعم والنصائح.
7.الصديقة المقربة "ليلى":
شخصية مفعمة بالحيوية والنشاط، تكون صديقة زهرة المقربة التي تشاركها أفراحها وأحزانها، وتسعى لتقديم النصائح في لحظات الشك والارتباك.
8.الزميل في العمل "عادل":
شخصية تمثل جزءًا من البيئة العملية لجمال، يلعب دورًا في تطور الأحداث ويسهم في فهم القارئ للسياق الاجتماعي والمهني.
9.الشخصية السلبية "نادية":
شخصية تمثل التحديات والصعوبات في حياة زهرة، تسعى للتدخل في علاقتها مع جمال بطرق سلبية، مما يضيف توترًا إضافيًا إلى الحب.

## جوائز
توجت الرواية بجائزة كتارا للرواية العربية في فئة "الروايات المنشورة" 2022